# Сільвія Серваті
Сільвія Серваті  (фр. Sylvia Serfaty; 1975 р.)  — французька вчена-математик, що працює нині в Сполучених Штатах Америки. 

## Навчання та кар’єра
Сільвія Серваті здобула ступінь доктора наук у Університеті Париж-Південь XI у 1999 році під керівництвом Фабріса Бетуеля.  Потім вона займала викладацьку посаду у школі Normal Supérieure de Cachan. З 2007 року - професор в Інституті математичних наук Куранта.
Її дослідження в основному стосувалися квантових вихорів у теорії Гінзбурга – Ландау. У 2007 році вона опублікувала книгу на цю тему з Етьєном Сандір.
Сільвія Серваті була запрошена на Міжнародний конгрес математиків у 2018 році. 
У 2019 році Сільвія Серваті була обрана до Американської академії мистецтв і наук.

## Нагороди та відзнаки
Сільвія Серваті отримала премію EMS 2004 року за внесок у теорію Гінзбурга – Ландау, вона отримала премію Анрі Пуанкаре в 2012 році, і премію Mergier – Bourdeix Французької академії наук у 2013 році. 